# Mörttjärnen (Karlanda socken, Värmland, 660891-128784)
Mörttjärnen är en sjö i Årjängs kommun i Värmland och ingår i Göta älvs huvudavrinningsområde.